# Pilodeudorix orientalis
Pilodeudorix orientalis är en fjärilsart som beskrevs av Henry Stempffer 1957. Pilodeudorix orientalis ingår i släktet Pilodeudorix och familjen juvelvingar. Inga underarter finns listade i Catalogue of Life.